# Nimrod (police de caractères)
Nimrod est un police de caractères créée par Robin Nicholas pour Monotype en 1980. Elle est conçue pour les techniques d’impression de l’époque et a été utilisée par plusieurs journaux tels que The Guardian (jusqu’en 1998 lorsqu’elle est remplacée par Miller,) et le Leicester Mercury au Royaume-Uni ou le Mercury en Australie. Nimrod est aussi utilisé dans plusieurs dictionnaire de l’Oxford University Press à partir de 1984.